# Sport Clube Paraná
O Sport Clube Paraná é um clube de futebol brasileiro da cidade de Formosa do Oeste, no estado do Paraná. Suas cores são vermelho, preto e branco.
A principal conquista da equipe foi o título do Campeonato Paranaense da Terceira Divisão de 2003.